# Historia żółtej ciżemki

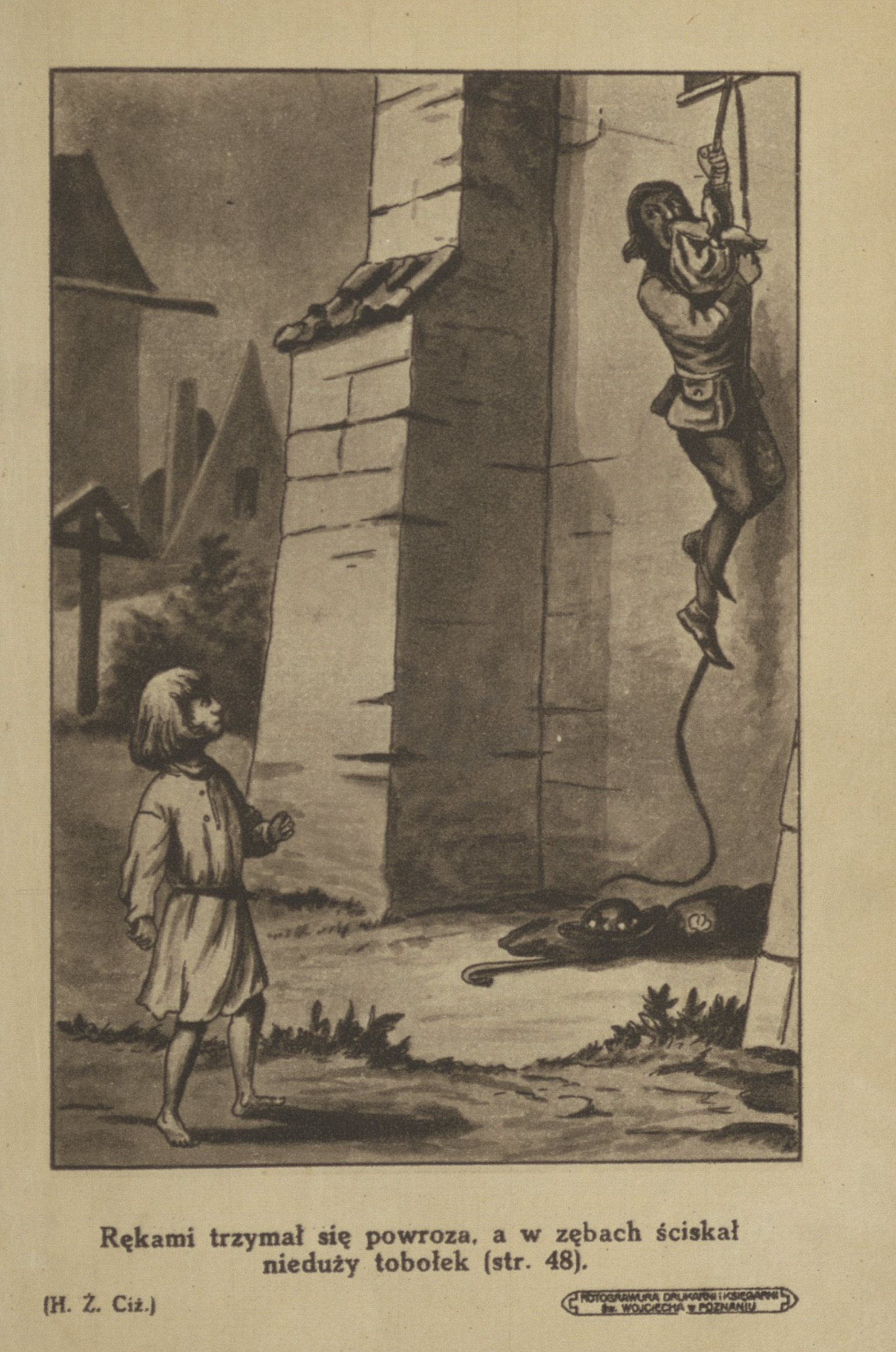
Ilustracja do Historii żółtej ciżemki (wyd. 1925)

Historia żółtej ciżemki – powieść historyczna dla młodzieży autorstwa Antoniny Domańskiej.

## Treść
Akcja utworu toczy się w Polsce, w XV wieku, w czasach panowania króla Kazimierza Jagiellończyka. Główny bohater, Wawrzuś Skowronek jest dzieckiem ze wsi Poręba. Ma uzdolnienia rzeźbiarskie, jednak nie zyskuje uznania w kręgu rodzinnym. Pewnego dnia nie przypilnował krów. Bojąc się powrócić do domu, staje się mimowolnym świadkiem kradzieży z kościoła. Następnie trafia do grupy wędrownych cyrkowców. Z powodu złego traktowania ucieka od nich i trafia do Krakowa. Dzięki pomocy zakonnika Szymona z Lipnicy dostaje pracę i dom u kronikarza Jana Długosza. Kiedy kronikarz odkrywa rzeźbiarski talent chłopca, kieruje go do mistrza Stwosza. Tam Wawrzuś terminuje i uczy się rzemiosła. Sprawa komplikuje się, kiedy pojawia się Czarny Rafał – złoczyńca, którego niegdyś Wawrzuś wskazał jako sprawcę kradzieży z kościoła. Rafał chce się zemścić i usiłuje zabić chłopca. Jednak schwytany trafia pod sąd i sam daje głowę. Po latach Wawrzuś wraca do rodzinnej wsi i odnajduje rodziców. Ci są dumni z syna. Stają się świadkami podniosłej uroczystości – odsłonięcia Ołtarza Mariackiego.

## Analiza
Powieść nawiązuje do historii odnalezienia małego żółtego bucika za Ołtarzem Mariackim podczas prac konserwatorskich w roku 1867.
Tytułowa wieś Poręba to prawdopodobnie dzisiejsza Poręba Żegoty w gminie Alwernia.
Powieść doczekała się analizy naukowej pod kątem użytego w niej słownictwa rzemieślniczego.

## Odbiór
Jest to najbardziej znana pozycja autorki. Książka zdobyła ogromną popularność i była lekturą szkolną przez wiele dekad.
Po IIWŚ książka stała się lekturą szkolną już od 1946 roku. W połowie lat 80. była lekturą dla klasy V. W okresie współczesnym, ok. 2013 roku, pozycja była rozważana jako lektura dla kas IV–VI.
Na podstawie książki w 1961 roku Sylwester Chęciński nakręcił film fabularny dla dzieci).
W 2017 roku Biblioteka Kraków ustanowiła Nagrodę Żółtej Ciżemki przyznawaną za twórczość literacką adresowaną do dzieci i młodzieży.